# Nephodia diluta
Nephodia diluta là một loài bướm đêm trong họ Geometridae.